# Русская классика ВХЛ 2017
Русская классика ВХЛ 2017 — первый матч под открытым небом формата «Русская классика», организуемого ВХЛ. Состоялся 14 января 2017 года между командами Динамо и Химик. Матч прошёл в Москве на ледовой арене «СРК Парк Легенд», построенной около ВТБ Ледовый дворец.

## Судьи
- Главные судьи: Смагин Сергей, Черезов Сергей
- Линейные судьи : Цицаров Виктор, Тюленев Михаил

## Составы команд
| №  | Динамо                | №       | Химик                |
|    | Вратари               | Вратари | Вратари              |
| -- | --------------------- | ------- | -------------------- |
| 60 | Иван Бочаров          | 40      | Вадим Никитин        |
| 93 | Георгий Кузнецов      | 90      | Денис Синягин        |
|    | Защитники             |         |                      |
| 7  | Роман Кобелев         | 7       | Иван Кругликов       |
| 11 | Никита Бобряшов       | 12      | Дмитрий Мухин        |
| 44 | Марк Лыпкань          | 25      | Орлов Максим         |
| 57 | Александр Севостьянов | 26      | Николай Богомолов    |
| 67 | Андрей Миронов        | 48      | Кирилл Аблаев        |
| 77 | Артём Лесников        | 85      | Александр Родионов   |
| 85 | Алексей Маклюков      | 97      | Михаил Степанов      |
|    | Нападающие            |         |                      |
| 13 | Андрей Алексеев       | 8       | Егор Кулаков         |
| 18 | Антон Злобин          | 9       | Егор Юдов            |
| 26 | Дмитрий Марковин      | 10      | Кирилл Смирнов       |
| 31 | Александр Петунин     | 17      | Вячеслав Ипатов      |
| 48 | Кирилл Пилипенко      | 24      | Илья Павлюков        |
| 65 | Владислав Ефремов     | 47      | Владислав Мутных     |
| 69 | Михаил Бицадзе        | 49      | Николай Складниченко |
| 72 | Роман Николаев        | 71      | Алексей Гусев        |
| 80 | Дмитрий Сидляров      | 77      | Илья Кляузов         |
| 81 | Андрей Бирюков        | 83      | Олег Лавррецкий      |
| 92 | Илья Баранов          | 92      | Артём Пуголовкин     |
| 95 | Дмитрий Шевченко      | 93      | Максим Богатин       |
| 98 | Илья Шипов            | 98      | Никита Шацкий        |
|    | Главные тренеры       |         |                      |
| -  |                       | -       |                      |

## Матч
Время местное (UTC+3).
| 14 января 2017 12:00 | Динамо | 1:3 (0:0 0:1 1:2) | Химик | "СРК Парк Легенд", Москва Зрителей: 1831 |

| Отчёт                     | Отчёт                 | Отчёт                                                                                        | Отчёт         | Отчёт |
| ------------------------- | --------------------- | -------------------------------------------------------------------------------------------- | ------------- | ----- |
|                           |                       |                                                                                              |               |       |
|                           | Иван Бочаров          | Вратари                                                                                      | Денис Синягин |       |
|                           | Голы:                 |                                                                                              |               |       |
| 43:12 — Пилипенко (Шипов) | 0 : 1 : 1 1 : 2 1 : 3 | 32:27 — Складниченко (Павлюков) 47:06 — Кляузов (Складниченко) 59:37 — Мухин (Смирнов)(п.в.) |               |       |
|                           |                       |                                                                                              |               |       |
|                           |                       |                                                                                              |               |       |
|                           |                       |                                                                                              |               |       |
| 8 мин                     | Штраф                 | 14 мин                                                                                       |               |       |
|                           |                       |                                                                                              |               |       |
|                           | 38                    | Броски                                                                                       | 22            |       |